# Grégoire Grassi
Grégoire Marie Grassi, né Pierre-Louis (Pierluigi) Grassi le 13 décembre 1833 à Castellazzo Bormida et mort le 9 juillet 1900 en Chine, est un missionnaire franciscain et évêque catholique italien reconnu comme saint et martyr par l'Église catholique. Il a été canonisé par Jean-Paul II le 1er octobre 2000 parmi les 120 Martyrs de Chine. Ils sont fêtés collectivement le 9 juillet.

## Biographie
Il naît dans une petite ville du Piémont dans une famille bourgeoise honnête. Il entre avec le consentement de ses parents comme postulant au couvent des frères mineurs de Bologne, à l'âge de 15 ans. Quelque temps plus tard, le 2 novembre 1848, il est transféré au noviciat du couvent de Montiano et reçoit le nom de religion de Grégoire Marie. Il surmonte les épreuves de ce noviciat qui appliquait alors de manière particulièrement rigide la règle franciscaine.
Il prononce sa profession le 14 décembre 1849 et il est ordonné prêtre le 17 août 1856, avant de poursuivre ses études à Rome en vue d'être missionnaire.
Il est envoyé en 1861 comme missionnaire en Extrême-Orient après s'être arrêté un certain temps en Terre Sainte. Il s'embarque à Port-Saïd pour le Tonkin, puis arrive via Hong Kong en Chine dans le Chantoung et rapidement ensuite à Taiyuan (transcrit à l'époque Tai-Yuen fou). Pendant douze ans, il est directeur spirituel d'un orphelinat de fillettes, enseigne le chant, car il a une belle voix, au séminaire qu'il finit rapidement par diriger et s'occupe de postes de mission. Il est nommé procureur de la mission en 1869. 
Le 25 janvier 1876, il est nommé vicaire apostolique coadjuteur du vicariat apostolique du Chan-Si (Shanxi aujourd'hui), dirigé par Mgr Luigi Moccagatta O.F.M. et consacré évêque titulaire d'Orthosias-en-Phénicie (de) le 19 novembre 1876 en la petite cathédrale de Taiyuan par Mgr Tagliabue C.M.. Le 17 juin 1891, il est nommé vicaire apostolique du Chan-Si septentrional (aujourd'hui archidiocèse de Taiyuan), tandis que le Nord de la province est confié aux franciscains hollandais. Il ouvre à Taiyuan un noviciat franciscain pour les jeunes Chinois des quatre vicariats de la province et une maison de repos pour les missionnaires fatigués.
Il organise aussi des soins et des secours pour les victimes de la famine et de la peste. Lui-même avait été entre la vie et la mort pendant seize jours pendant l'épidémie de 1878-1879 qui fit cent mille morts dans la ville et ses environs. Il doit donc aussi agrandir l'orphelinat de la ville et en ouvrir d'autres. En 1886, ce sont des inondations catastrophiques qui frappent la région et font monter le sentiment xénophobe. Il a comme vicaire général François Fogolla dès 1877 qui deviendra son coadjuteur vingt ans plus tard et trouvera le martyre avec lui. En dix ans, le nombre de catholiques s'élève à quinze mille à Taiyuan et ses environs avec trois mille catéchumènes. La ville à l'époque comptait trois cent mille habitants.

## Martyre

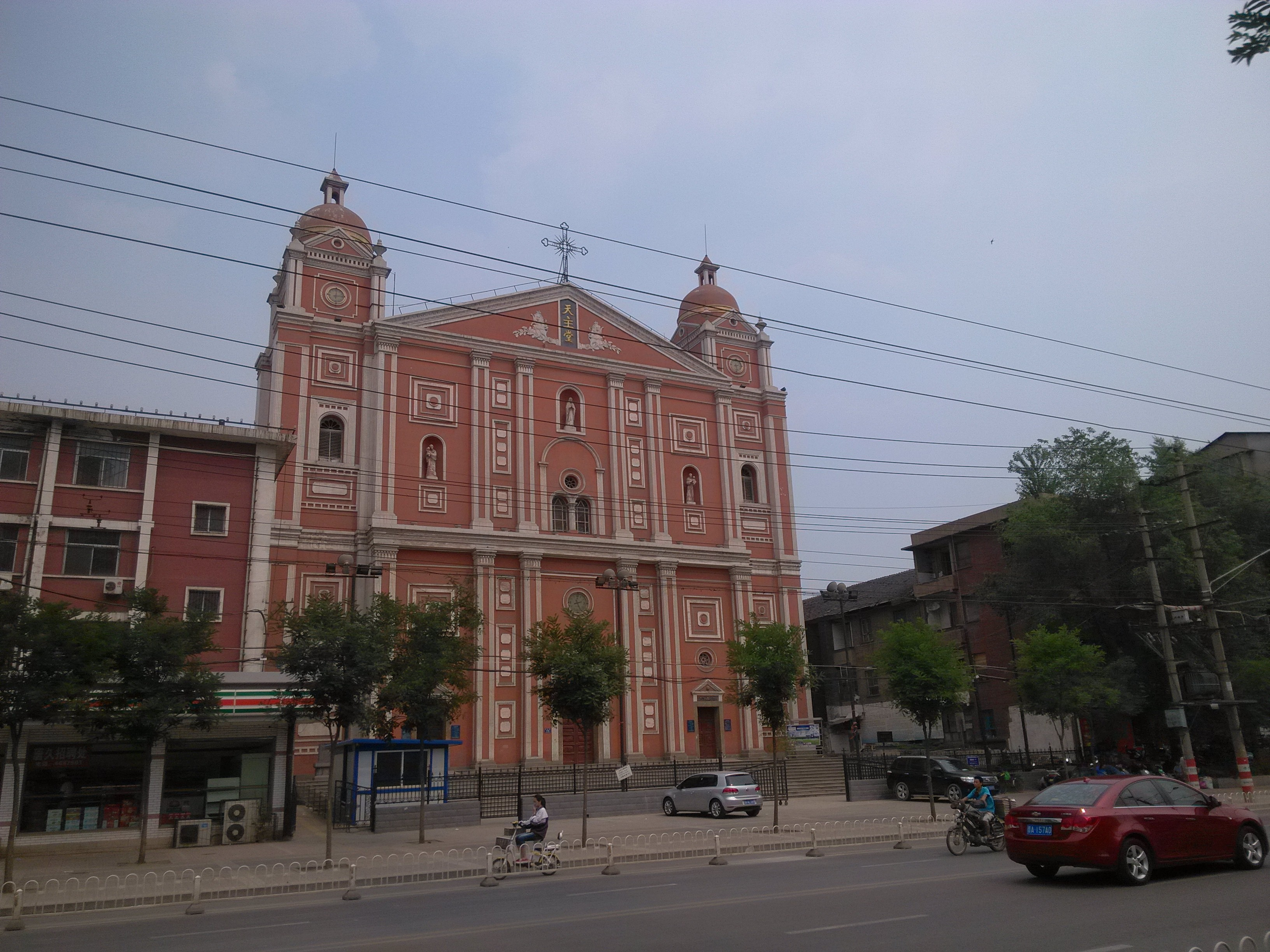
Vue de la cathédrale de Taiyuan (terminée en 1906) aujourd'hui.

Situation sur la carte de Chine.

Des émeutes ont lieu dès le mois de mars-avril 1900. Lorsque la révolte des Boxers éclate brutalement à Pékin en juin 1900, et que l'impératrice douairière Tseu-Hi décrète la guerre aux étrangers, il est conseillé à Mgr Grassi de s'enfuir de la mission en attendant l'apaisement, mais il refuse. Le vice-roi de la province, Yuxian, ordonne en juillet d'arrêter tous les missionnaires de sa province. Le 4 juillet, la mission franciscaine de Hengchow (Hengyang aujourd'hui, dans le Sud du Hunan) est attaquée et incendiée, le père Céside Giacomantonio est tué et trois jours plus tard c'est au tour du vicaire apostolique Antonin Fantosati et du jeune père Joseph Marie Gambaro de trouver le martyre alors qu'ils retournaient à la mission.
Douze missionnaires sont arrêtés à Taiyuan, dont quatre franciscains et sept franciscaines missionnaires de Marie (recrutées en Europe par Mgr Fogolla et arrivées  un an plus tôt pour s'occuper des orphelines), ainsi que onze membres chinois du Tiers-Ordre franciscain (dont six jeunes séminaristes) et trois domestiques chinois. Des protestants sont également arrêtés. Ils sont tous torturés et enfermés dans des cages de fer, exposés à la vindicte de la foule, puis montrés dans leurs cages dans les villages alentour. De retour à Taiyuan le 8 juillet, ils passent la nuit en prière. Ils sont décapités le 9 juillet 1900. 
Pendant la courte révolte des Boxers, cinq évêques, cinquante prêtres, deux frères, quinze religieuses et plus de quarante mille chrétiens chinois sont tués. Les martyrs reconnus par l'Église témoignent pour l'ensemble de ces morts. Les 146 575 catholiques chinois servis par les franciscains en 1906 s'élèvent à 303 760 en 1924.
Grégoire Grassi est béatifié le 24 novembre 1946 par Pie XII et canonisé avec 119 autres martyrs de Chine, le 1er octobre 2000 à la basilique Saint-Pierre de Rome.

### Article lié
- Archidiocèse de Taiyuan